# Mistrovství České republiky v atletice 1994
Mistrovství České republiky v atletice 1994 se uskutečnilo ve dnech 9.–10. července 1994 v Jablonci nad Nisou.

## Medailisté

### Muži
| Soutěž                        | Zlato                                                                     | Stříbro                                                                           | Bronz                                                                 |
| 100 m                         | Jiří Valík 10.52                                                          | Petr Boček 10.74                                                                  | Martin Duda 10.75                                                     |
| 200 m                         | Jiří Valík 21.35                                                          | Martin Morkes 21.63                                                               | Jiří Ondráček 21.72                                                   |
| 400 m                         | Jiří Benda 47.25                                                          | Jiří Šveněk 47.67                                                                 | Jan Štejfa 47.91                                                      |
| 800 m                         | Pavel Soukup 1:52.35                                                      | Kamil Hůrka 1:53.04                                                               | Jaroslav Haršany 1:53.40                                              |
| 1500 m                        | Milan Drahoňovský 3:49.8                                                  | Michael Nejedlý 3:50.8                                                            | Tomáš Novotný 3:52.2                                                  |
| 5000 m                        | Radim Kunčický 14:11.49                                                   | Jan Pešava 14:13.24                                                               | Radomír Soukup 14:19.49                                               |
| 10 000 m                      | Jan Pešava 29:25.75                                                       | Jan Bláha 29:53.54                                                                | Martin Wipler 30:20.31                                                |
| 110 m př.                     | Tomáš Dvořák 14.04                                                        | Viktor Zbožínek 14.22                                                             | Jiří Hudec 14.32                                                      |
| 400 m př.                     | Václav Novotný 51.91                                                      | Radek Bartakovič 52.39                                                            | Petr Holubec 52.67                                                    |
| 3000 m př.                    | Jiří Šoptenko 8:54.06                                                     | Viktor Podškubka 8:56.32                                                          | Petr Gebel 9:00.10                                                    |
| 4 × 100 m                     | Petr Boček Martin Morkes Jiří Ondráček Jiří Hudec Dukla Praha 40.91       | Tomáš Dvořák Jan Poděbradský Petr Steiner Ivan Stinka Dukla Praha B 41.09         | Martin Šimůnek Jan Rymeš Titus Eliáš Róbert Michalik USK Praha 41.69  |
| 4 × 400 m                     | Jiří Šveněk Petr Holubec Tomáš Dvořák Jan Poděbradský Dukla Praha 3:12.69 | Tomáš Karásek Jaroslav Haršany Pavel Pospíšil Ondřej Veselý SSK Vítkovice 3:14.61 | Pavel Marek Tomáš Konečný Jan Fulín Martin Jareš Slavia Praha 3:18.92 |
| Skok do výšky                 | Tomáš Janků 220                                                           | Milan Čermák 215                                                                  | Jan Janků 210                                                         |
| Skok o tyči                   | Martin Kysela 525                                                         | Matěj Urban 525                                                                   | František Jansa 510                                                   |
| Skok daleký                   | Milan Gombala 777                                                         | Roman Orlík 777                                                                   | Ivo Krsek 770                                                         |
| Trojskok                      | Michal Coubal 16.15                                                       | Jaroslav Mrštík 15.98                                                             | Karel Burián 15.77                                                    |
| Vrh koulí                     | Miroslav Menc 18.60                                                       | Martin Bílek 18.50                                                                | Jan Bártl 17.70                                                       |
| Hod diskem                    | Imrich Bugár 59.52                                                        | Marek Bílek 56.94                                                                 | Stanislav Kovář 56.52                                                 |
| Hod kladivem                  | Pavel Sedláček 73.64                                                      | Vladimír Maška 71.22                                                              | Milan Horák 62.86                                                     |
| Hod oštěpem                   | Jan Železný 77.28                                                         | Miloš Steigauf 74.52                                                              | Petr Novák 73.86                                                      |
| Desetiboj Praha 11.–12.6.1994 | Kamil Damašek 7578 bodů                                                   | Petr Soldos 7310 bodů                                                             | Roman Šebrle 6946 bodů                                                |
| 20 km chůze Olomouc 19.6.1994 | Hubert Sonnek 1:23:03                                                     | Miloš Holuša 1:25:42                                                              | Tomáš Kratochvíl 1:26:34                                              |

### Ženy
| Soutěž                        | Zlato                                                                                      | Stříbro                                                                                   | Bronz                                                                                |
| 100 m                         | Erika Suchovská 11.80                                                                      | Zdeňka Mušínská 11.84                                                                     | Denisa Němcová 11.90                                                                 |
| 200 m                         | Erika Suchovská 23.30                                                                      | Denisa Němcová 23.90                                                                      | Zdeňka Mušínská 23.91                                                                |
| 400 m                         | Naděžda Koštovalová 52.80                                                                  | Helena Dziurová 53.54                                                                     | Hana Benešová 54.06                                                                  |
| 800 m                         | Ludmila Formanová 2:02.60                                                                  | Andrea Šuldesová 2:03.21                                                                  | Romana Sanigová 2:06.59                                                              |
| 1500 m                        | Věra Kunčická 4:29.0                                                                       | Jana Kučeríková 4:29.1                                                                    | Monika Kostková 4:32.8                                                               |
| 3000 m                        | Věra Kunčická 9:36.20                                                                      | Jana Kučeríková 9:36.66                                                                   | Desana Šourková 9:39.44                                                              |
| 10 000 m                      | Alena Peterková 33:58.98                                                                   | Radka Pátková 35:09.15                                                                    | Monika Deverová 35:42.39                                                             |
| 100 m př.                     | Iveta Rudová 13.62                                                                         | Nikola Špinová 13.70                                                                      | Petra Šímová 13.90                                                                   |
| 400 m př.                     | Ivana Sekyrová 58.59                                                                       | Darina Černá 1:00.25                                                                      | Martina Blažková 1:00.60                                                             |
| 4 × 100 m                     | Michaela Klápšťová Jana Hajná Eva Šafaříková Zdeňka Mušínská LIAZ Jablonec n/N 47.06       | Dana Polachová Libuše Tománková Věra Horáková Erika Suchovská ACP Brno 47.60              | Martina Ježková Jana Pospíšilová Markéta Kesnerová Soňa Lužová Univerzita Brno 48.29 |
| 4 × 400 m                     | Martina Pavlištíková Martina Vendová Hana Benešová Ludmila Formanová Slavoj Čáslav 3:40.63 | Helena Vinařová Dagmar Urbánková Helena Jeřábková Naděžda Koštovalová Olymp Praha 3:41.15 | Andrea Votočková Dagmar Votočková Iveta Rudová Martina Blažková Slavia Praha 3:49.75 |
| Skok do výšky                 | Zuzana Kováčiková 189                                                                      | Šárka Nováková 183                                                                        | Martina Koudelková 175                                                               |
| Skok o tyči                   | Daniela Bártová 355                                                                        | Šárka Mládková 330                                                                        | Pavla Hamáčková 315                                                                  |
| Skok daleký                   | Gabriela Váňová 602                                                                        | Šárka Kašpárková 599                                                                      | Helena Vinařová 589                                                                  |
| Trojskok                      | Šárka Kašpárková 13.09                                                                     | Alice Matějková 12.42                                                                     | Martina Koudelková 12.26                                                             |
| Vrh koulí                     | Alice Matějková 15.67                                                                      | Zdeňka Šilhavá 15.27                                                                      | Petra Jurášková 14.91                                                                |
| Hod diskem                    | Alice Matějková 61.12                                                                      | Vladimíra Malátová 59.22                                                                  | Zdeňka Šilhavá 58.90                                                                 |
| Hod oštěpem                   | Nikola Tomečková 54.74                                                                     | Júlia Kovaříková 51.62                                                                    | Dana Lukešová 47.38                                                                  |
| Sedmiboj Praha 11.–12.6.1994  | Dana Jandová 5157 bodů                                                                     | Martina Blažková 5018 bodů                                                                | Petra Šebelková 4933 bodů                                                            |
| 10 km chůze Olomouc 19.6.1994 | Kamila Holpuchová 49:47                                                                    | Petra Lexová 52:36                                                                        | Jitka Hippmannová 54:46                                                              |